# Palazzo Civran
Palazzo Civran è un palazzo di Venezia, ubicato nel sestiere di Cannaregio, affacciato sul lato sinistro del Canal Grande, poco prima del Fontego dei Tedeschi, tra il Campiello del Remer e Palazzo Perducci.

## Storia
La famiglia Civran ebbe la proprietà di questo palazzo fin dal XIV secolo al quale diede forme stilistiche diverse nei rimaneggiamenti avvenuti nel corso degli anni. Attualmente il palazzo è di proprietà statale ed è sede della Guardia di Finanza, come si può notare anche dai colori del Corpo applicati alle paline d'ormeggio.

## Architettura
Costruito nel XIV secolo, le forme della struttura attuale sono frutto dell'ultimo grande restauro avvenuto verso la prima metà del XVII secolo, quando il palazzo ha assunto lo stile architettonico del Tardo Rinascimento. Il pianterreno è in bugnato con portale d'acqua centrale ad arco a tutto sesto con chiave di volta in forma di testa umana; il mezzanino è formato da quattro aperture molto più elevate rispetto alla norma e fornite di una ringhiera in metallo.
Il piano nobile presente una monofora centrale quasi uguale al portale d'acqua sottostante e due coppie di monofore laterali, tutte quante unite da un unico balconcino aggettante. Il secondo piano, di elevazione più ridotta, è formata da cinque uguali monofore allineate alle cinque del piano nobile e con balconcini singoli. Tutte le aperture del primo e secondo piano, tranne la centrale del piano nobile, sono sormontate da timpani triangolari.